# Єфросін (книгописець)
Єфросін Білозерський (друга половина XV століття) — руський Ієромонах та книгописець пізнього Середньовіччя, імовірно, родом з Вологди. Жив у Кирило-Білозерському монастирі. Ефросін є одним з видатних руських книжників епохи пізнього Середньовіччя та Відродження в Західній Європі.

## Спадщина
Його ім'я стало відомо в XIX столітті. До наших днів дійшли кілька рукописних творів, написаних його рукою. Крім церковно-вчительських творів зустрічаються і світські твори. З різних джерел беруться природничі та географічні відомості, виписує відомості про «великі моря», про імена «великих гір» і річок, що беруть, за уявленнями того часу, початок з райських джерел. Він робить багато виписок з подорожніх нотаток паломників, що ходили до Святих місць. У своїй збірці він помістив трактат про дузі небесної, вчення про сім планет і зірок, про те, що Земля спочиває на семи стовпах, статті про величину сонячного, земної і місячної кіл, про широту та довготу Землі. До практичних знань відносяться відомості про грім і прогнозах по ньому погоди і видів на урожай, про падаючі зірки, комети, виверженні вулкани, землетруси. Єфросін цікавиться і медициною, вміщує статтю, що викладає теорію Гіппократа про чотири стихії людського тіла, статті про лікування хвороб, про лікування вуха і шлунка. Він дуже захоплюється темою боротьби з татарами. У своїй збірці велику увагу приділяє опису татарських набігів з 1377 по 1453 рік. Дуже багато він пише про блаженних Рахманом, також розповідає про полулюдині-напівзвірі Китоврасі.
На думку М. Д. Каган-Тарковської, давньоруські твори, вміщені Єфросинієм в писаних їм збірниках, носять сліди його індивідуальної творчої обробки. Єфросин тяжів до певних літературниї тем і повертався до них неодноразово. Він мозаїчно компонував з одними і тими же притчами, вислови і уривки абсолютно різні за характером і жанром твори. Одним з його улюблених сюжетів, які переходять зі збірки до збірки, були «слова» про добрих і злих дружин. У «Слові про дружин про добрих і про злих» в складі одного з його збірок середня частина, що складається з діалогів, не співвідноситься з будь-якими іншими відомими текстами і, на думку дослідника, має фольклорні витоки. Заключна частина цього «Слова» Єфросіна композиційно пристосована до середньої частини і теж складається з розмов, дійовою особою яких виступає як би сам автор, кілька разів згадав свою участь в них («відѣх», «аз я сказав»). У цьому творі яскраво проявилося тяжіння Єфросіна до світських сюжетів. У всіх висловах, притчах і сценах передбачаються світські, життєві, сімейні ситуації. Твори Єфросіна були опосередковано пов'язані зі «Словом» Данила Заточника. Чернець продовжив традицію невідомого автора XII століття, поєднуючи в «Слові про дружин про добрих і про злих» книжкові та фольклорні образи, звертаючись до стилю скоморош'їх сцен і створюючи твір одночасно повчальне і цікаве.